# Exxon Valdez
Exxon Valdez var navnet på en olietanker, der var ejet af selskabet Exxon Corporation. Tankskibet blev kendt verden over, da det den 24. marts 1989 gik på grund ved Bligh Reef i Prince William Sound i  Alaskagolfen, og lækkede anslået 42 millioner liter råolie. Olieudslippet anses som et af de største olieudslip i USA's historie, og en af de største økologiske katastrofer. 
Exxon Valdes var bygget som en stålkonstruktion af National Steel and Shipbuilding Company i San Diego og leveret i 1986 til rederiet. Skibet var 300 m lang, 50 m bred, og stak 27 m i dybden. Skibet vejede tomt 30.000 tons og var drevet af en dieselmotor på 31.650 shp (23.60 MW). Skibet kunne fragte 1,48 million tønder olie (200,000 t) med en hastighed på 16,25 knob (30 km/t) og var i drift for at fragte råolie fra olieterminalen i Valdez, Alaska, til de sydligere stater i USA.
Efter olieudslippet blev Exxon Valdez bugseret til San Diego, hvor det gennemgik en større reparation. Efter reparationen skiftede Exxon Valdez navn til "Queen Mediterranean," og senere til blot "Mediterranean", under hvilket navn skibet fortsat sejler, nu under bekvemmelighedsflag på Marshall Øerne. Exxon forsøgte at få optaget skibet i sin flåde af tankskibe i Alaska, men dette blev hindret ved lov.